# Dreamaker
Dreamaker – zespół muzyczny z Hiszpanii grający power metal, założony w 2003 przez troje byłych członków Dark Moor.

## Członkowie zespołu
- Elisa C. Martín – śpiew (Fairyland, Dark Moor)
- Albert Maroto – gitara (Dark Moor)
- David Ramos – gitara
- Carlos Peña – gitara basowa
- Nino Ruiz – instrumenty klawiszowe
- Jorge Sáez – perkusja (Dark Moor)

### Byli członkowie
- Roberto P. Camus – instrumenty klawiszowe
- Matías Sosa – gitara

## Dyskografia
- Human Device (2004)
- Enclosed (2005)